# Prepops borealis
Prepops borealis är en insektsart som först beskrevs av Knight 1923.  Prepops borealis ingår i släktet Prepops och familjen ängsskinnbaggar.

## Underarter
Arten delas in i följande underarter:
- P. b. borealis
- P. b. notatus